# 無脊椎動物
|  |  |
|  |  |

無脊椎動物（むせきついどうぶつ）とは、脊椎動物以外の動物のことである。すなわち背骨、あるいは脊椎を持たない動物をまとめて指すもので、ジャン＝バティスト・ラマルクが命名したInvertebrataの訳語である（Vertebrataは脊椎動物）。脊椎動物以外の後生動物（多細胞動物）のみを指して使われることもあるが、伝統的には原生動物をも含むこともある。
詳しく言えば無顎類、魚類、両生類、爬虫類、鳥類、哺乳類以外の動物といってもよい。また、より日常的な言い方をするなら、獣、鳥、両生爬虫類、そして魚を除いた動物で、日本でかつて「蟲」(虫の旧字体)と呼ばれたもののうち両生爬虫類を除いたすべてのものと言ってもよく、ホヤ、カニ、昆虫、貝類、イカ、線虫その他諸々の動物が含まれる。

## 歴史
脊椎動物には、口や目を備えた頭部を持ち、"赤い血"（ヘモグロビンを含む血液）を持つという、わかりやすい特徴がある。古代～近世では、血がある/血が無い　という差のほうに重きを置いて認識されていた。
古代ギリシアのアリストテレスは『動物誌』において、動物の大分類として「有血動物」「無血動物」を提示し、無血動物として有殻類・昆虫類・甲殻類・軟体類を挙げた。この区別はその後の脊椎動物・無脊椎動物の区別とほぼ一致する。
近世・近代になってカール・フォン・リンネによって、「哺乳綱」「鳥綱」「両生綱」「魚綱」と、「昆虫綱」「蠕虫綱」という分類がおこなわれた。脊椎動物以外の動物を「無脊椎動物」として大別する分類は、上記の通り、ラマルクに依る。
動物の分類においては、脊椎動物に関する知識がそれ以外の動物についての知識に比べてはるかに多かった。そのため、脊椎動物を爬虫類・両生類といった大きな群にわけると、残りはその他の群として一まとめにされ、脊椎動物の各群と同等の地位を与えられた。
しかし、そこに含まれる生物の個々についての知見が深まるにつれ、それらの差異が大きいものであることがわかってきた。そのため、脊椎動物と対置される位置まで持ち上げられたのが無脊椎動物という名称である。
さらに多くが知られるにつれ、無脊椎動物の中の個々の群が脊椎動物に対置されるべきものと考えられるようになり、多くの動物門が作られ、脊椎動物はその中の一つという位置に納まった。このため、無脊椎動物の分類群としての妥当性と、存在意義は疑わしくなった。近年、脊椎動物門が脊索動物門の一亜門と見なされるようになってからは、さらに意味を見いだしにくくなっている。
このような経過は、植物における顕花植物と隠花植物の関係によく似ている。歴史的にも平行的である。

### 現在の扱い
上記のように、脊索動物門の1亜門でしかない脊椎動物と、数十の動物門に含まれる他のすべての動物を対置して区別するのは、含まれる種や分類群の数の面で動物を適切に二分することにはならない。無脊椎動物のうち頭索動物と尾索動物は他の無脊椎動物よりも脊椎動物に近縁なので、無脊椎動物は単系統群ではなく、系統関係を反映した分け方ではない。また伝統的に無脊椎動物に含まれてきた原生動物は、動物界ではなく原生生物界に分類されている。そのような問題点はあるものの、無脊椎動物という語は便宜的に広く使われ、教科書や大学の講義も脊椎動物・無脊椎動物に分かれていることが多い。
また動物学者ピーター・ホランドは、系統関係や種数を反映していないという問題を認めつつも、脊椎動物は「大きな体、高効率な血液循環系、動的な骨格、複雑な脳、保護に働く頭蓋、そして精緻な感覚器」といった特徴の複合によって他の動物とは一線を画し、遺伝的にも2度の全ゲノム重複によって多くの遺伝子を持つという差異があることから、脊椎動物・無脊椎動物の区分に一定の意味を認めている。

### その他
人間に近いと認識される動物は脊椎動物にまとめられるため、無脊椎動物は「異様」な印象や「不思議」な印象を与えるものが多いことになる。無脊椎動物が苦手な人は多い。